# Attilio Bettega
Attilio Bettega (Molveno, 19 februari 1953 – Zérubia, 2 mei 1985) was een Italiaans rallyrijder. Hij was fabrieksrijder bij Fiat en later Martini Racing Lancia, actief in de Groep B Lancia Rally 037. Bettega verongelukte dodelijk met deze auto tijdens de Rally van Corsica in 1985.

## Carrière

#### 1972-1981
Attilio Bettega debuteerde in 1972 in de rallysport. Met een Opel Kadett begon hij zich midden jaren zeventig te profileren op de nationale rallypaden. In 1977 won hij de Trofeo Rally Autobianchi, achter het stuur van een Autobianchi A112, waarin hij vijf van de veertien rondes op naam schreef. Deze resultaten bracht hem in contact met Cesare Fiorio, teambaas van Abarth's rallyactiviteiten, en hij kreeg een kans om zich te bewijzen achter het stuur van een Lancia Stratos HF, waar hij in 1978 een internationaal programma mee reed. In het 1979 seizoen reed hij zijn eerste rally in het WK als fabrieksrijder voor Fiat tijdens de Rally van San Remo, waarin hij derde eindigde achter teamgenoot Walter Röhrl op plaats twee. Bettega, voornamelijk actief met de Fiat 131 Abarth, reed ook rally´s in de lichtgewicht Fiat Ritmo 75 Abarth, waarmee hij als hoogtepunt zesde eindigde tijdens de Rally van Monte Carlo in 1980. Met de 131 Abarth volgde nog een derde plaats in de Acropolis van 1981.

#### 1982-1985: Lancia

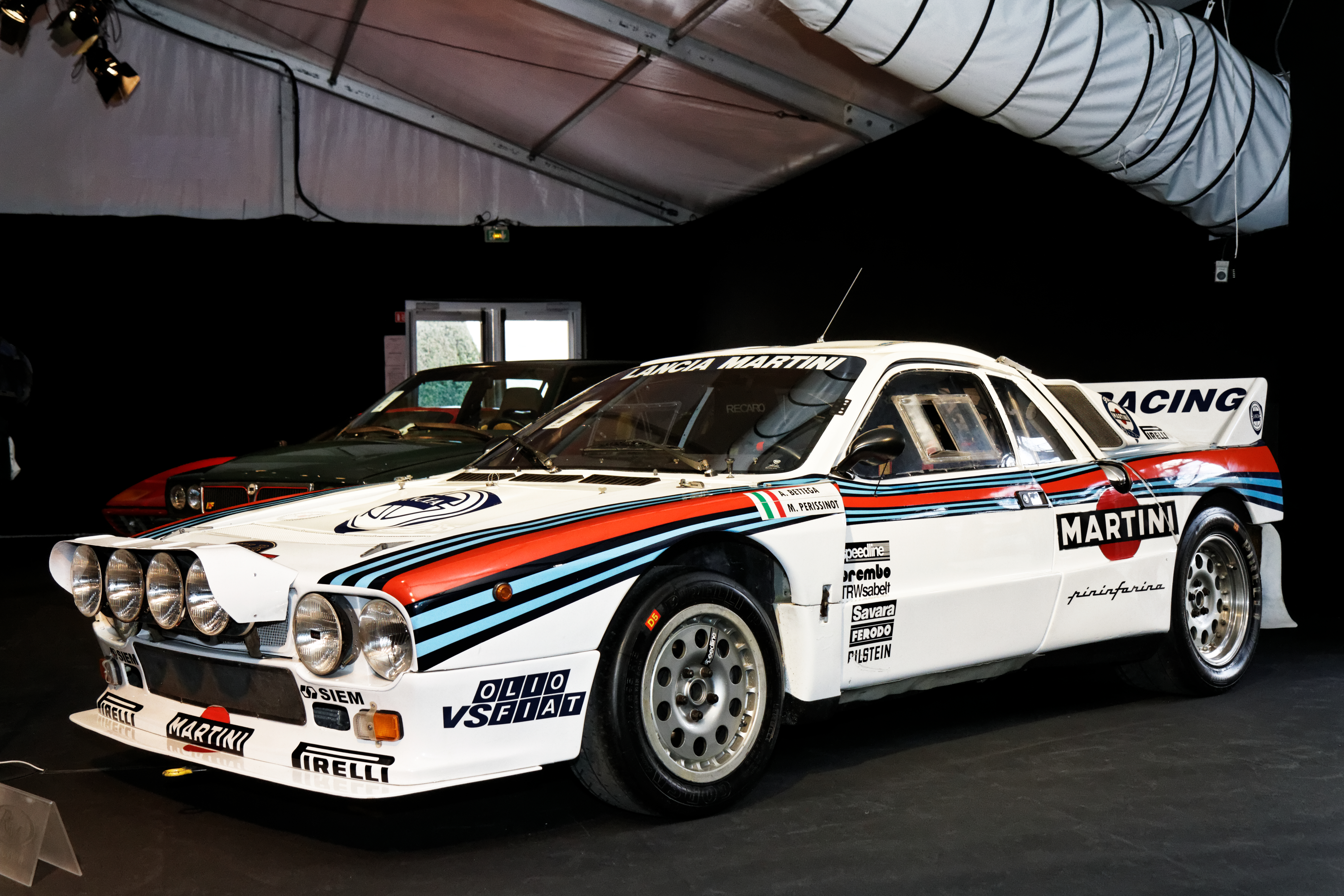
Een ex-Bettega Lancia Rally 037

In het 1982 seizoen legde Fiat hun sportieve taken in handen van dochterbedrijf Lancia, die met de Groep B Lancia Rally 037 dat jaar hun eerste opwachting zouden maken in het WK. Samen met teamgenoot Markku Alén, debuteerde Bettega de auto in Corsica, waarin hij na een goede start er zwaar mee verongelukte en daarbij zijn beide benen brak, wat hem in het restant van het seizoen uit de roulatie hield. Zijn volledige terugkeer kwam tijdens hetzelfde evenement een jaar later in 1983, dit keer eindigend binnen de top vijf als vierde algemeen. Dit was het begin van een goede reeks voor Bettega met een aantal podiums als resultaat, welke zijn hoogtepunt bereikte toen hij als tweede finishte in zijn thuisrally in San Remo, inmiddels in het 1984 seizoen. In 1985 reed hij deels een programma in het Europees rallykampioenschap, maar bleef daarnaast ook actief voor Lancia in het WK. In de Safari Rally moest hij in leidende positie opgeven na motorproblemen. Ronde vijf, in Corsica, was een rally waar Lancia zich met de achterwielaandrijving van de Rally 037 nog altijd goed wist te weren tegen het vierwielaangedreven geweld van de concurrentie, en een goed resultaat was voor Bettega daar dan ook van belang. Op de vierde klassementsproef van de wedstrijd (Zérubia - Santa Giulia) ging het echter mis, toen Bettega op hoge snelheid in een flauwe rechtse bocht van de weg raakte, waarbij de bestuurderskant frontaal in aanraking kwam met een boom. Die wrong zich in de rijderscabine en raakte hem met fatale gevolgen. Het Lancia team trok gelijk hun overige rijders terug uit de wedstrijd. Bettega's navigator Maurizio Perissinot kwam er met minimale verwondingen vanaf, maar heeft tot zijn overlijden in 2004 nooit meer een rally verreden.
Dit tragisch ongeval liet zien dat de Groep B-auto´s, en in het speciaal de Rally 037 met zijn broze kevlar body, allerminst veilig waren. Exact een jaar later, op 2 mei 1986, overleed zijn voormalig teamgenoot Henri Toivonen en diens navigator Sergio Cresto (voorheen ook actief langs Bettega) tijdens hetzelfde evenement, nadat hun Lancia Delta S4 na een gemiste bocht een ravijn in dook en bij landing explodeerde. Dit ongeluk had tot effect dat de overkoepelende organisatie FIA de Groep B klasse zou verbannen uit het kampioenschap na afloop van het 1986 seizoen.
Naast zijn rallyactiviteiten beheerde Attilio met zijn familie ook een hotel in zijn geboorteplaats Molveno. Hij liet een vrouw en twee kinderen achter. Een daarvan, zijn zoon Alessandro, stapte later in zijn vaders voetsporen. In 2001 debuteerde hij in de sport en na enkele jaren was hij met enig succes actief in het WK in lagere categorieën. Medio 2007, nadat hij al een aantal keer had deelgenomen aan WK-rally's met een Fiesta S1600, maakte hij bekend dat hij in Corsica ging rijden in een Ford Focus RS WRC, nota bene de rally waar zijn vader het leven verloor. Het werd een eenmalig optreden in de auto die hij als elfde in het algemeen klassement afsloot. In de 2008 en 2009 seizoenen reed hij nog in het Junior World Rally Championship, voornamelijk achter het stuur van een Renault Clio R3. Tegenwoordig maakt hij nog sporadisch optredens in Italiaanse rally's.
De jaarlijkse Bologna Motorshow, ook wel bekend als de Bettega Memorial, wordt gehouden ter nagedachtenis aan Attilio Bettega.

## Complete resultaten in het wereldkampioenschap rally
| Gedetailleerde resultaten | Gedetailleerde resultaten              | Gedetailleerde resultaten | Gedetailleerde resultaten | Gedetailleerde resultaten | Gedetailleerde resultaten | Gedetailleerde resultaten | Gedetailleerde resultaten | Gedetailleerde resultaten |
| Seizoen                   | Rally                                  | Navigator                 | #                         | Auto                      | Inschrijving              | Gr.                       | Pos.                      | Pos. in WK                |
| ------------------------- | -------------------------------------- | ------------------------- | ------------------------- | ------------------------- | ------------------------- | ------------------------- | ------------------------- | ------------------------- |
| 1978                      | 20º Rallye Sanremo                     | Isabella Torghele         | 15                        | Lancia Stratos HF         | Attilio Bettega           | 4                         | DNF                       | –                         |
| 1978                      | 22ème Tour de Corse                    | Gianni Vacchetto          | 14                        | Lancia Stratos HF         | Attilio Bettega           | 4                         | DNF                       | –                         |
| 1979                      | 47ème Rallye Automobile de Monte-Carlo | Maurizio Perissinot       | 20                        | Fiat Ritmo 75 Abarth      | Fiat Alitalia             | 2                         | DNF                       | 19                        |
| 1979                      | 21º Rallye Sanremo                     | Maurizio Perissinot       | 12                        | Fiat 131 Abarth           | Fiat Alitalia             | 4                         | 3                         | 19                        |
| 1980                      | 48ème Rallye Automobile de Monte-Carlo | Mario Mannucci            | 15                        | Fiat Ritmo 75 Abarth      | Fiat Italia               | 2                         | 6                         | 19                        |
| 1980                      | 14º Rallye de Portugal Vinho do Porto  | Arnaldo Bernacchini       | 10                        | Fiat 131 Abarth           | Fiat Italia               | 4                         | DNF                       | 19                        |
| 1980                      | 27th Acropolis Rally                   | Arnaldo Bernacchini       | 11                        | Fiat 131 Abarth           | Fiat Italia               | 4                         | 8                         | 19                        |
| 1980                      | 2º Rally Codasur                       | Arnaldo Bernacchini       | 9                         | Fiat 131 Abarth           | Fiat Italia               | 4                         | DNF                       | 19                        |
| 1980                      | 22º Rallye Sanremo                     | Arnaldo Bernacchini       | 11                        | Fiat 131 Abarth           | River Team                | 4                         | 6                         | 19                        |
| 1980                      | 24ème Tour de Corse - Rallye de France | Arnaldo Bernacchini       | 8                         | Fiat 131 Abarth           | Fiat Italia               | 4                         | DNF                       | 19                        |
| 1981                      | 49ème Rallye Automobile de Monte-Carlo | Maurizio Perissinot       | 7                         | Fiat Ritmo 75 Abarth      | Fiat Auto Torino          | 2                         | DNF                       | 21                        |
| 1981                      | 15º Rallye de Portugal Vinho do Porto  | Maurizio Perissinot       | 11                        | Fiat 131 Abarth           | Fiat Auto Torino          | 4                         | DNF                       | 21                        |
| 1981                      | 28th Acropolis Rally                   | Maurizio Perissinot       | 15                        | Fiat 131 Abarth           | Fiat Auto Torino          | 4                         | 3                         | 21                        |
| 1981                      | 23º Rallye Sanremo                     | Maurizio Perissinot       | 9                         | Fiat 131 Abarth           | Fiat Auto Torino          | 4                         | DNF                       | 21                        |
| 1982                      | 26ème Tour de Corse - Rallye de France | Maurizio Perissinot       | 1                         | Lancia Rally 037          | Martini Racing            | B                         | DNF                       | –                         |
| 1983                      | 27ème Tour de Corse - Rallye de France | Maurizio Perissinot       | 14                        | Lancia Rally 037          | Martini Racing            | B                         | 4                         | 7                         |
| 1983                      | 30th Acropolis Rally                   | Maurizio Perissinot       | 15                        | Lancia Rally 037          | Martini Racing            | B                         | 5                         | 7                         |
| 1983                      | 13th Sanyo Rally of New Zealand        | Maurizio Perissinot       | 7                         | Lancia Rally 037          | Martini Racing            | B                         | 3                         | 7                         |
| 1983                      | 25º Rallye Sanremo                     | Maurizio Perissinot       | 9                         | Lancia Rally 037          | Martini Racing            | B                         | 3                         | 7                         |
| 1984                      | 52ème Rallye Automobile de Monte-Carlo | Maurizio Perissinot       | 8                         | Lancia Rally 037          | Martini Racing            | B                         | 5                         | 5                         |
| 1984                      | 18º Rallye de Portugal Vinho do Porto  | Maurizio Perissinot       | 5                         | Lancia Rally 037          | Martini Racing            | B                         | 3                         | 5                         |
| 1984                      | 28ème Tour de Corse - Rallye de France | Sergio Cresto             | 1                         | Lancia Rally 037          | Martini Racing            | B                         | 7                         | 5                         |
| 1984                      | 31st Acropolis Rally                   | Sergio Cresto             | 6                         | Lancia Rally 037          | Martini Racing            | B                         | 4                         | 5                         |
| 1984                      | 26º Rallye Sanremo                     | Maurizio Perissinot       | 4                         | Lancia Rally 037          | Martini Racing            | B                         | 2                         | 5                         |
| 1985                      | 33rd Marlboro Safari Rally             | Maurizio Perissinot       | 8                         | Lancia Rally 037          | Martini Racing            | B                         | DNF                       | –                         |
| 1985                      | 29ème Tour de Corse - Rallye de France | Maurizio Perissinot       | 4                         | Lancia Rally 037          | Martini Racing            | B                         | DNF                       | –                         |

| Seizoen | Inschrijving     | Auto                 | 1       | 2   | 3       | 4       | 5       | 6       | 7     | 8       | 9     | 10      | 11  | 12  | Pos. | Punten |
| ------- | ---------------- | -------------------- | ------- | --- | ------- | ------- | ------- | ------- | ----- | ------- | ----- | ------- | --- | --- | ---- | ------ |
| 1978    | Attilio Bettega  | Lancia Stratos HF    | MON     | ZWE | POR     | KEN     | GRI     | FIN     | CAN   | ITA DNF | IVK   | FRA DNF | GBR |     | N/A  | N/A    |
| 1979    | Fiat Alitalia    | Fiat Ritmo 75 Abarth | MON DNF | ZWE | POR     | KEN     | GRI     | NZL     | FIN   |         |       |         |     |     | 19   | 12     |
| 1979    | Fiat Alitalia    | Fiat 131 Abarth      |         |     |         |         |         |         |       | ITA 3   | CAN   | FRA     | GBR | IVK | 19   | 12     |
| 1980    | Fiat Italia      | Fiat Ritmo 75 Abarth | MON 6   | ZWE |         |         |         |         |       |         |       |         |     |     | 19   | 15     |
| 1980    | Fiat Italia      | Fiat 131 Abarth      |         |     | POR DNF | KEN     | GRI 8   | ARG DNF | FIN   | NZL     |       | FRA DNF | GBR | IVK | 19   | 15     |
| 1980    | River Team       | Fiat 131 Abarth      |         |     |         |         |         |         |       |         | ITA 6 |         |     |     | 19   | 15     |
| 1981    | Fiat Auto Torino | Fiat Ritmo 75 Abarth | MON DNF | ZWE |         |         |         |         |       |         |       |         |     |     | 21   | 12     |
| 1981    | Fiat Auto Torino | Fiat 131 Abarth      |         |     | POR DNF | KEN     | FRA     | GRI 3   | ARG   | BRA     | FIN   | ITA DNF | IVK | GBR | 21   | 12     |
| 1982    | Martini Racing   | Lancia Rally 037     | MON     | ZWE | POR     | KEN     | FRA DNF | GRI     | NZL   | BRA     | FIN   | ITA     | IVK | GBR | –    | 0      |
| 1983    | Martini Racing   | Lancia Rally 037     | MON     | ZWE | POR     | KEN     | FRA 4   | GRI 5   | NZL 3 | ARG     | FIN   | ITA 3   | IVK | GBR | 7    | 42     |
| 1984    | Martini Racing   | Lancia Rally 037     | MON 5   | ZWE | POR 3   | KEN     | FRA 7   | GRI 4   | NZL   | ARG     | FIN   | ITA 2   | IVK | GBR | 5    | 49     |
| 1985    | Martini Racing   | Lancia Rally 037     | MON     | ZWE | POR     | KEN DNF | FRA DNF | GRI     | NZL   | ARG     | FIN   | ITA     | IVK | GBR | –    | 0      |

Noot:
- Het concept van het wereldkampioenschap rally tussen 1973 en 1976 hield in dat er enkel een kampioenschap open stond voor constructeurs.
- In 1977 en 1978 werd de FIA Cup for Drivers georganiseerd. Hierin meegerekend alle WK-evenementen, plus tien evenementen buiten het WK om.